# Březůvky
Březůvky är en ort i Tjeckien.   Den ligger i regionen Zlín, i den östra delen av landet, 260 km öster om huvudstaden Prag. Březůvky ligger 348 meter över havet och antalet invånare är 642.
Terrängen runt Březůvky är kuperad åt nordost, men åt sydväst är den platt. Terrängen runt Březůvky sluttar västerut.Runt Březůvky är det ganska tätbefolkat, med 93 invånare per kvadratkilometer. Närmaste större samhälle är Zlín, 8,4 km norr om Březůvky. I omgivningarna runt Březůvky växer i huvudsak blandskog.